# Антистен
Антистен (грч. Ἀντισθένης, око 445–око 360. године п. н. е) је био старогрчки филозоф. Прво је учио реторику код Горгије, а затим је постао Сократов ученик. Усвојио је и развио етичку страну Сократових учења, залажући се за аскетски живот у складу са врлином. Сматра се оснивачем киничке школе.